# Anders William-Olsson

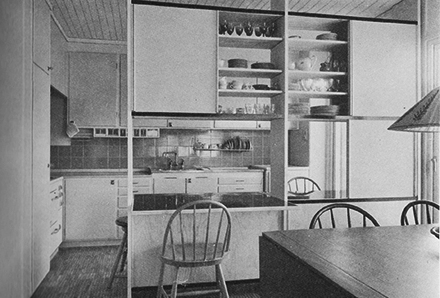
Barkök i experimenthuset Järnbrott i Göteborg, 1953.

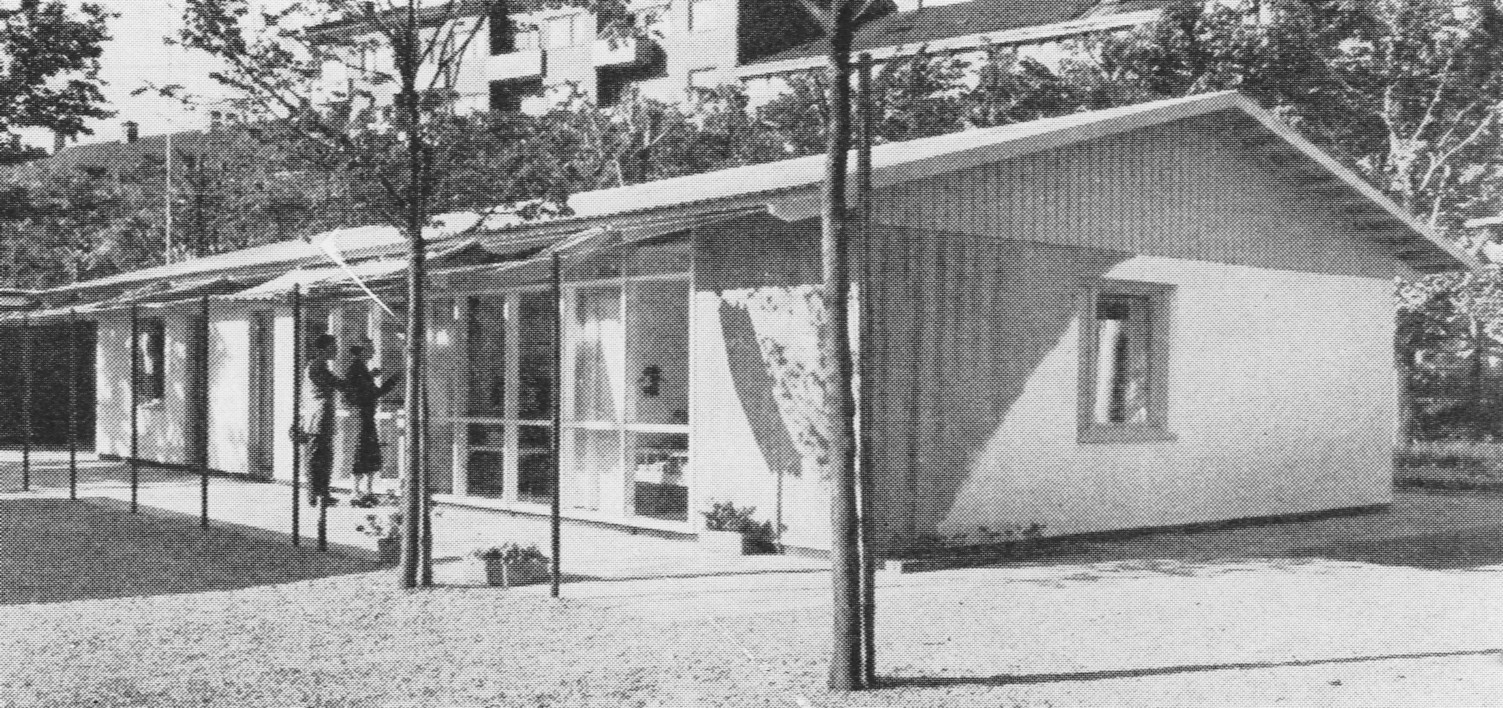
Utställningshuset Skal och kärna, 1955.

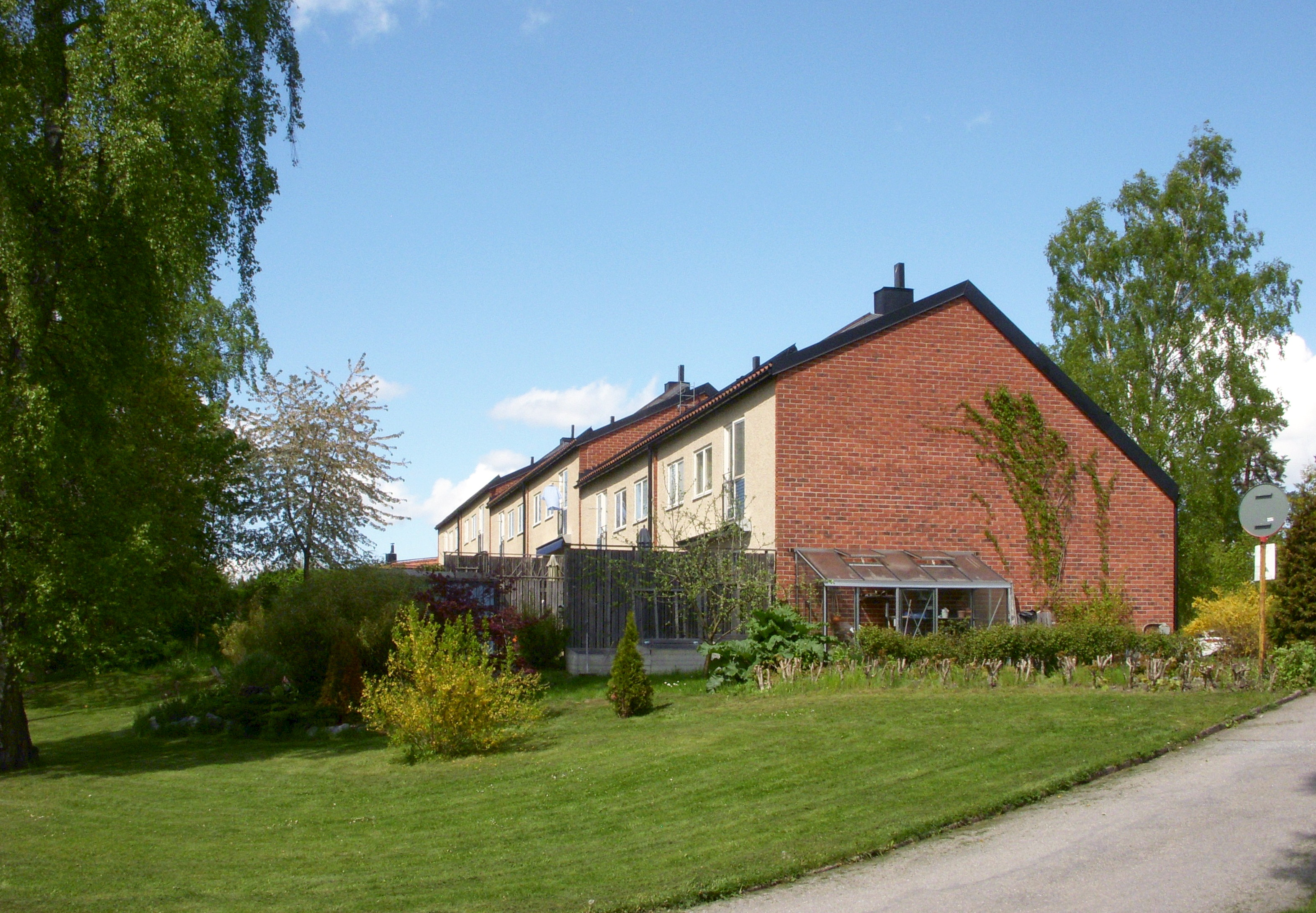
18 radhus, Hässelby strand, 1957–1958.

Anders William-Olsson, född 20 juni 1920, död 10 juli 2017, var en svensk arkitekt. Son till arkitekten Tage William-Olsson.

## Biografi
Anders William-Olsson utbildade sig till arkitekt vid Kungliga Tekniska Högskolan (KTH) i Stockholm och avlade examen 1945. Mellan 1964 och 1966 var han assistent i stadsbyggnad vid KTH. År 1967 blev han anställd hos Ancker-Gate-Lindegren arkitekter, men redan samma år började han en egen verksamhet. 1968–1969 var han verksam på stadsingenjörskontorets planavdelning i Malmö och mellan 1970 och 1973  på Stockholms stadsbyggnadskontor. Han återvände till Malmö där han var länsarkitekt 1974–1985. William-Olsson är begravd på Spånga kyrkogård.

## Verk i urval
- Utställningshuset Skal och kärna vid H55-utställningen; ett samarbete med klasskamraten från Carl Malmstens Olofskolan, arkitekten Mårten J. Larsson och dennes hustru inredningsarkitekten Lena Larsson (NK).
- I kvarteret Järnbrott i Göteborg ritade han 1953 tillsammans med fadern ett hus innehållande bostäder med öppen kökslösning och flyttbara mellanväggar. Det var första gången denna form av flexibilitet genomfördes i ett svenskt bostadsprojekt.[5]
- Fastigheten Fresia 4 i Hässelby strand, 18 radhus vid Måbärsstigen, 1957–1958.
- Bostadshus, Södra Guldheden, Göteborg, 1958–1960, tillsammans med arkitekterna Mårten Larsson och Tage William-Olsson.